# Surface Review and Letters
Surface Review and Letters is een internationaal, aan collegiale toetsing onderworpen wetenschappelijk tijdschrift op het gebied van de oppervlaktefysica en de oppervlaktechemie.
De naam wordt in literatuurverwijzingen meestal afgekort tot Surf. Rev. Lett.
Het wordt uitgegeven door World Scientific en verschijnt 6 keer per jaar.
Het eerste nummer verscheen in 1994.